# Музей музыки и театра
Музей сценического искусства (швед. Scenkonstmuseet) — шведский государственный музей театра, хореографии и музыкальных инструментов в Стокгольме.

## История
Музей был основан в 1899 году под названием «Музей истории музыки» (швед. Musikhistoriska museet). Собрав путём подарков и пожертвований около 200 инструментов для экспозиции музей был открыт для публики в 1901 году. В 1930 году музей в форме треста был ассоциирован с Королевской академией музыки и получил государственное финансирование. В 1981—2010 музей был включен в новую государственную структуру «Национальные коллекции музыки» и носил название «Музей музыки», в 2010—2014 — «Музей музыки и театра» (швед. Musik- och teatermuseet). После ремонта в 2014-17 гг. реорганизован. Современное название носит с 2018 года.

## Здание

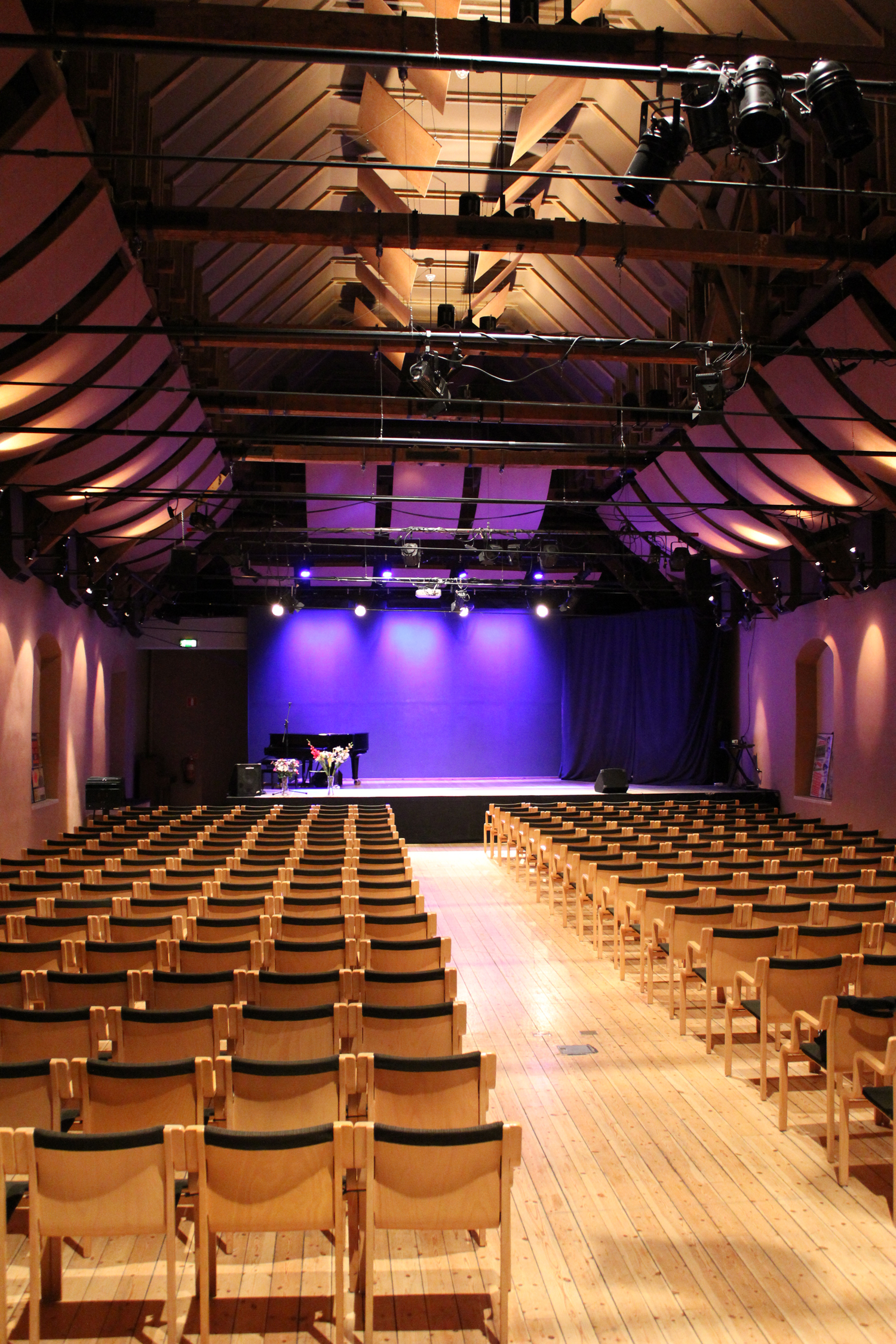
Концертный зал музея

С 1979 года музей расположен в здании бывшей королевской пекарни на ул. Sibyllegatan, 2 в Стокгольме, рядом с Королевским драматическим театром. Здание, построенное в XVII веке, является старейшим промышленным зданием Стокгольма. С 1935 года оно является национальным памятником.

## Деятельность
Фонд музея объединил коллекции музыкальных инструментов (около 6000), кукол и театрального реквизита (костюмы, декорации и прочей сценографии). Музей проводит выставки, устраивает концерты, спектакли и интерактивные сессии.